# Polyphida tenebrosa
Polyphida tenebrosa är en skalbaggsart som beskrevs av Holzschuh 2005. Polyphida tenebrosa ingår i släktet Polyphida och familjen långhorningar. Inga underarter finns listade i Catalogue of Life.